# آلکسی کاسیگین
آلکسی نیکولایویچ کاسیگین (روسی: Алексе́й Никола́евич Косы́гин، آوانگاری Aleksej Nikolajevič Kosygin؛ IPA: [ɐlʲɪkˈsʲej nʲɪkɐˈlajɪvʲɪt͡ɕ kɐˈsɨgʲɪn]; زاده ۲۱ فوریهٔ ۱۹۰۴ – درگذشته ۱۸ دسامبر ۱۹۸۰) سیاستمدار برجستۀ اهل اتحاد شوروی در دوران جنگ سرد بود. وی بین سال‌های ۱۹۶۴ تا ۱۹۸۰ به‌عنوان رئیس شورای وزرای شوروی خدمت کرده است و در این زمان به همراه لئونید برژنف، رهبر وقت شوروی یکی از تاثیرگذارترین سیاست‌گذاران شوروی بوده است.
وی همچنین برندۀ جوایزی همچون درجه لنین و درجه پرچم سرخ شده‌است.

## زندگی‌نامه
آلِکْسی نیکلایوویچ کاسیگین، در ۲۱ فوریه ۱۹۰۴ در سن پترزبورگ به دنیا آمد.
هنگامی که بلشویک‌ها قدرت را در شوروی به دست گرفتند وی سیزده سال بیشتر نداشت با این حال دو سال بعد داوطلبانه به صفوف ارتش سرخ شوروی پیوست و در جنگ داخلی آن کشور که میان روس‌های سفید و سرخ رخ داد، شرکت جست.
کاسیگین که فارغ‌التحصیل رشته نساجی بود در کار مدیریت واحدهای صنعتی لیاقت زیادی از خود نشان داد.
وی در سال ۱۹۲۷ در ۲۳ سالگی به حزب کمونیست شوروی سابق پیوست و در سال ۱۹۳۸ مدیر کارخانه نساجی لنین‌گراد و اندکی بعد شهردار این شهر شد. کاسیگین در ۴۴ سالگی به وزارت دارایی دست یافت و سپس به وزارت صنایع سبک انتخاب گردید. وی در سال‌های بعد مدارج ترقی را پیمود
در اکتبر سال ۱۹۶۴ (۱۳۴۳) طبق تصمیم کمیته مرکزی حزب کمونیست شوروی، خروشچف از سمت ریاست شورای وزیران برکنار و به جای وی آلکسی کاسیگین انتخاب شد.

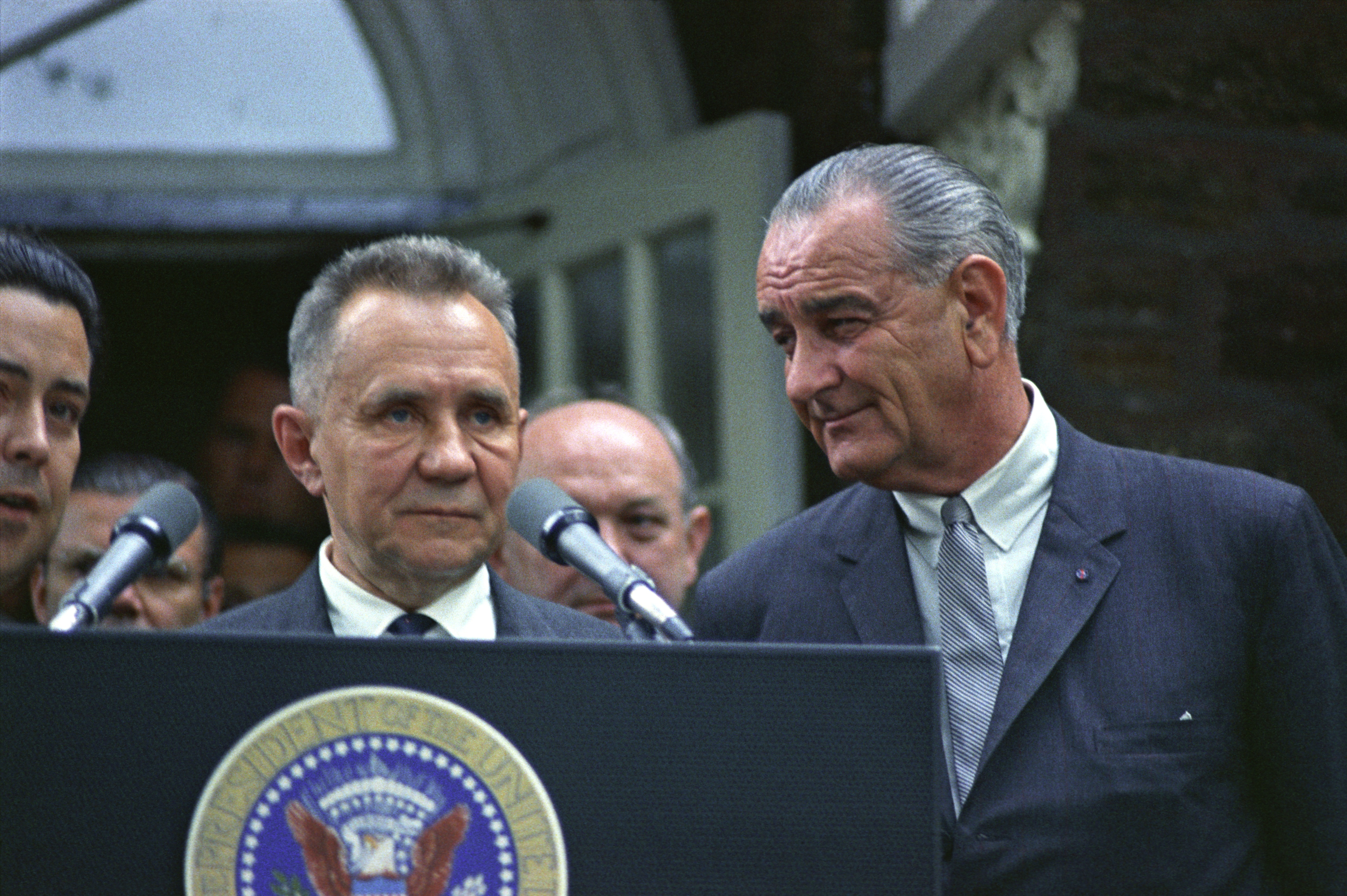
کاسیگین در گلاسبورو ۱۹۶۷

کاسیگین که در دوران حکومت برژنف به ریاست جمهوری اتحاد جماهیر شوروی سابق هم رسید، یک شخصیت تکنوکرات و طرفدار تکنولوژی بود و چنان در این امر به آگاهی دست یافت که در جریان سفرهای خارجی خود، هنگام بازدید از مؤسسات صنعتی، با طرح سؤالات خود موجب شگفتی می‌شد. هنگامی که کاسیگین در ۶۰ سالگی به نخست‌وزیری شوروی رسید، برخلاف خروشچف، نه تنها اهل هیاهو و غوغا نبود، بلکه کمتر از هر نخست‌وزیری خود را نشان می‌داد.
کاسیگین بیش از دیگر نخست‌وزیران شوروی به خارج سفر کرد و سفرهای متعددی به انگلستان، فرانسه، آلمان، هند، مصر، چین، کوبا و ویتنام شمالی صورت داد.
شهرت بین‌المللی کاسیگین بیشتر به خاطر دیپلماسی او بود که در جریان جنگ هند و پاکستان بر سر کشمیر توانست طی کنفرانس صلح تاشکند، طرفین را آشتی دهد. ایالات متحده و شوروی تلاش‌های دیپلماتیک زیادی کردند تا از گسترش درگیری بین دو کشور جلوگیری کنند. شوروی تحت رهبری کاسیگین، مذاکرات آتش‌بس را در تاشکند (در ازبکستان فعلی) میزبانی کرد. جایی که نخست‌وزیر هند لعل بهادر شاستری و رئیس‌جمهور پاکستان ایوب خان توافق‌نامه تاشکند را امضا کردند که در آن توافق کردند تا قبل از ۲۵ فوریه سال ۱۹۶۶ تا مرزهای قبل از ماه اوت عقب‌نشینی کنند.
همچنین کاسیگین در ماجرای چکسلواکی نیز نقش آشتی جویانه‌ای را بازی کرد.
کاسیگین اولین رهبر شوروی سابق بود که در سال ۱۹۶۶ انقلاب فرهنگی چین را محکوم نمود و رادیو پکن هم او را دشمن مردم لقب داد. او هم‌چنین کوشش‌های ناکامی برای بهبود روابط مسکو - پکن انجام داد.

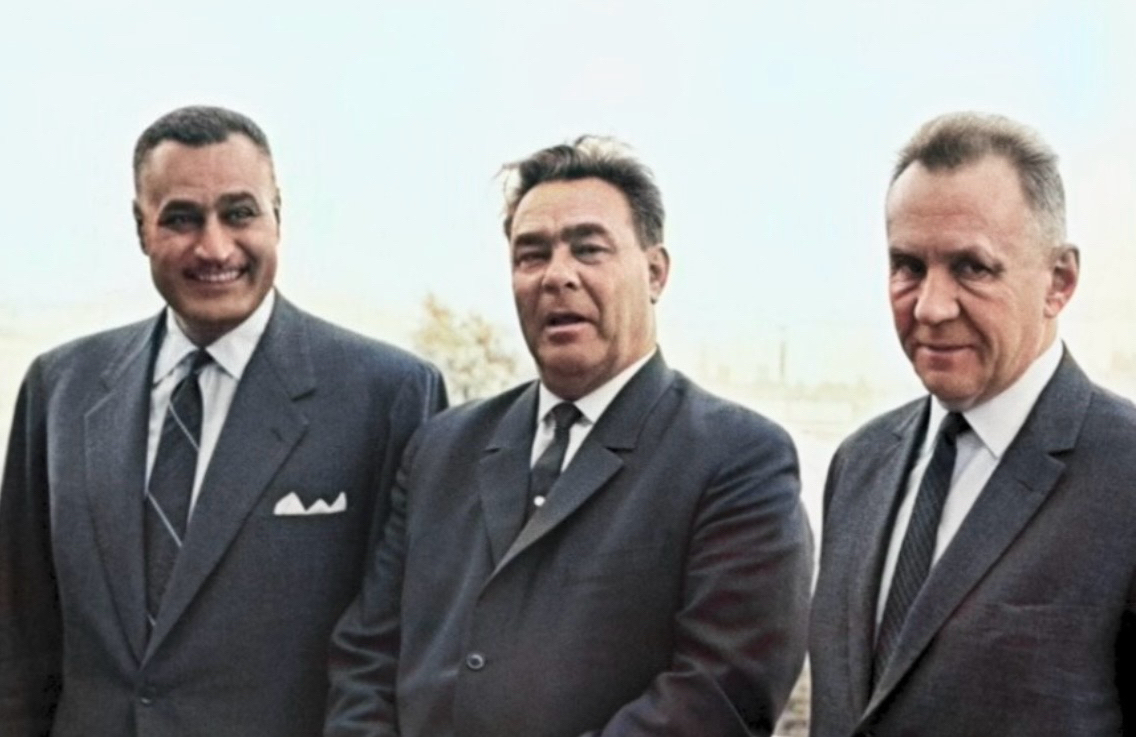
کاسیگین، برژنف و عبدالناصر در سال ۱۹۶۷

در سپتامبر ۱۹۶۹، رهبران شوروی در پی آن برآمدند تا جلسه‌ای را با همتایان چینی خود برگزار کنند و تنش‌هایی را که از مارس آن سال به وجود آمده بود، خنثی سازند. بعد از مدتی، کاسیگین، توانست با چوئن لای در ۱۱ سپتامبر همان سال (۱۹۶۹) در پکن ملاقات کند. مائو به چند دلیل با این ملاقات موافق بود: یکی اینکه به تخفیف تنش با شوروی علاقه داشت، دیگر آنکه نمی‌خواست در دو جبهه با شوروی و آمریکا، به صورت همزمان مقابله کند و نیز در پی آن بود تا مانع از نزدیکی شوروی و آمریکا شود.
آلکسی کاسیگین در آوریل ۱۹۶۸ (فروردین ۱۳۴۷) به مدت ۵ روز در تهران بود.

کاسیگین آوریل ۱۹۷۲ بغداد

همچنین در تاریخ ۹ آوریل ۱۹۷۲ در زمان نخست‌وزیری کاسیگین قرارداد مودت میان اتحاد شوروی و عراق منعقد شد. این قرارداد ۱۵ ساله به وسیلهٔ نخست‌وزیر شوروی و ژنرال حسن البکر رئیس‌جمهور عراق در ۱۴ ماده در بغداد به امضاء رسید.
نقطه عطف همکاری‌های دوجانبه بین اتحاد جماهیر شوروی و ایالات متحده همکاری در عرصه فضایی یعنی امضای موافقتنامه «پروژه آزمایشی آپولو - سایوز» بود که در زمان نخست‌وزیری کاسیگین و هنگام سفر ریچارد نیکسون به مسکو در ۲۴ مه ۱۹۷۲ امضا شد.
او طرفدار همکاری اقتصادی و فرهنگی گسترده‌تر شرق و غرب بود، نظراتی که نقطه مقابل دوران جنگ سرد اروپا به حساب می‌آمد. هم‌چنین نرمشی که در دهه ۱۹۸۰–۱۹۷۰ در سیاست شوروی پدید آمد تا اندازه زیادی مرهون اوست. شهرت کاسیگین در داخل کشور شوروی نیز به سبب اصلاحات اقتصادی اوست. وی با تنوعی که در کالاهای مصرفی مردم به وجود آورد توانست محبوبیت زیادی در شوروی سابق کسب کند.
آلکسی کاسیگین سرانجام در ۱۸ دسامبر ۱۹۸۰ در ۷۶ سالگی در مسکو درگذشت و در آرامگاه دیوار کرملین به خاک سپرده شد.